# Androide

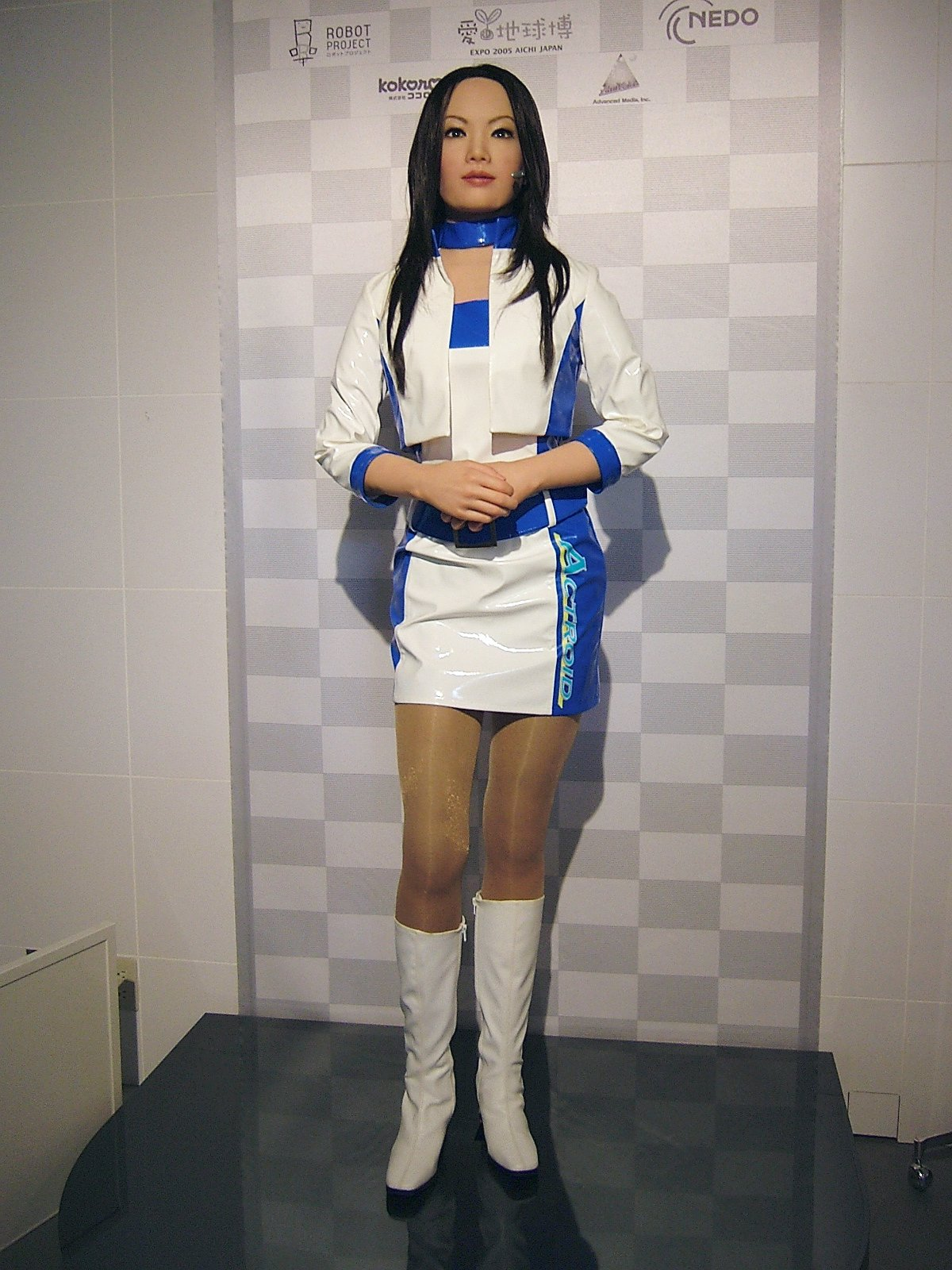
Actroid-DER 01, un androide per eventi e dimostrazioni, fotografato durante l'Expo 2005

L'androide è un essere artificiale, un robot, con sembianze umane, presente soprattutto nell'immaginario fantascientifico. In taluni casi l'androide può risultare indistinguibile dall'essere umano. Differisce dal cyborg, il quale è costituito da parti biologiche oltre che artificiali.

## Etimologia
Il termine deriva da ἀνδρός andrós, il genitivo del greco antico ανήρ anēr, che significa «uomo», e il suffisso -οειδής -oidēs, da -ειδής -eidēs, usato per significare «della specie; simile», da εἶδος eidos «aspetto». Il termine è menzionato per la prima volta da Alberto Magno nel 1270 e fu reso popolare dallo scrittore francese Villiers nel suo romanzo del 1886 Eva futura; il termine «android» appariva comunque nei brevetti statunitensi già nel 1863 in riferimento ad automi giocattolo in miniatura con fattezze umane.
Il corrispettivo femminile del termine androide è l'assai poco frequente «ginoide», dal greco γυνή ghinē «donna».

## Precursori nei miti e nelle leggende
L'idea di persone artificiali è rintracciabile fin dalle storie della mitologia greca. Cadmo seppellì dei denti di drago che si trasformarono in soldati; secondo il mito, re Pigmalione si innamorò di una statua che rappresentava una donna ideale, Galatea; chiese allora ad Afrodite di donare la vita alla statua, e sposò la donna.
Nella mitologia classica, il deforme dio del metallo Efesto (o Vulcano) creò dei servi meccanici, che andavano dalle intelligenti damigelle dorate a più utilitaristici tavoli a tre gambe che potevano spostarsi di loro volontà.
La leggenda ebraica ci parla del Golem, una statua di argilla, animata dalla magia cabalistica. Nell'estremo Nord canadese e nella Groenlandia occidentale, le leggende inuit raccontano del Tupilaq, che può essere creato da uno stregone per dare la caccia e uccidere un nemico. Usare un Tupilaq per questo scopo può essere un'arma a doppio taglio, in quanto una vittima abbastanza ferrata in stregoneria può fermare un Tupilaq e «riprogrammarlo» per cercare e distruggere il suo creatore.
Il termine androide è menzionato per la prima volta nel 1270 dal filosofo, teologo e scienziato Alberto Magno, che lo usò per definire esseri viventi creati dall'uomo per via alchemica. Una leggenda vuole Alberto Magno costruttore di un vero e proprio androide di metallo, legno, cera, vetro, cuoio, con il dono della parola, che avrebbe dovuto svolgere la funzione di servitore presso il monastero domenicano di Colonia.
Nel XVI secolo i trattati di alchimia fornivano indicazioni per costruire un essere artificiale: l'homunculus.

## Storia

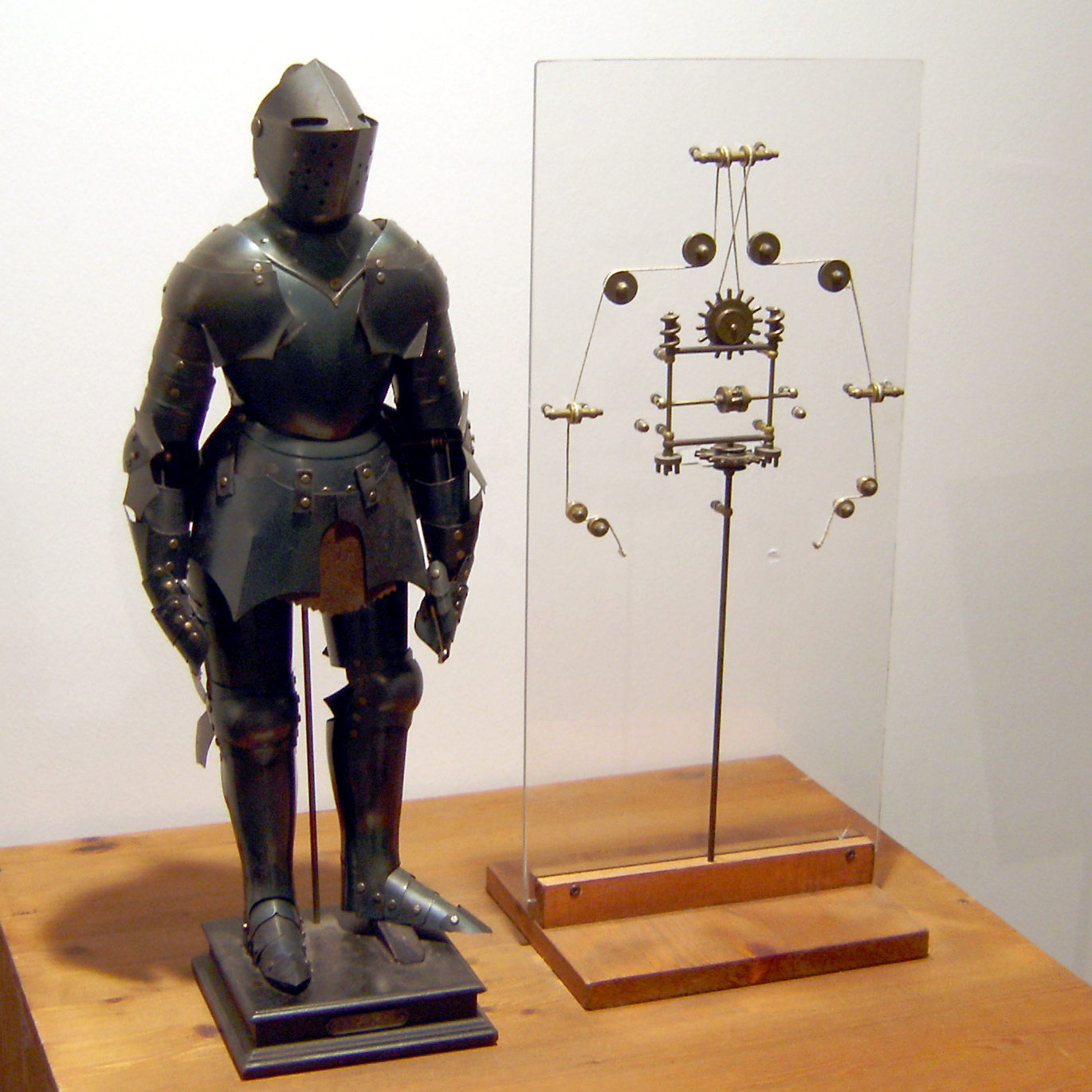
Un modello in scala ridotta dell'automa cavaliere di Leonardo da Vinci (1495 circa)

La prima vera tecnologia degli automi meccanici si può far risalire al medioevo, quando si cominciano a costruire le prime figure mobili che arricchivano i campanili e gli orologi delle chiese.
Il primo progetto documentato di un androide è firmato da Leonardo da Vinci e risale al 1495 circa: appunti riscoperti negli anni cinquanta nel codice Atlantico e in piccoli taccuini tascabili databili intorno al 1495-1497 mostrano disegni dettagliati per un cavaliere meccanico in armatura, che era apparentemente in grado di alzarsi in piedi, agitare le braccia e muovere testa e mascella. L'automa cavaliere di Leonardo era probabilmente previsto per animare una delle feste alla corte sforzesca di Milano, tuttavia non è dato sapere se fu realizzato o no.

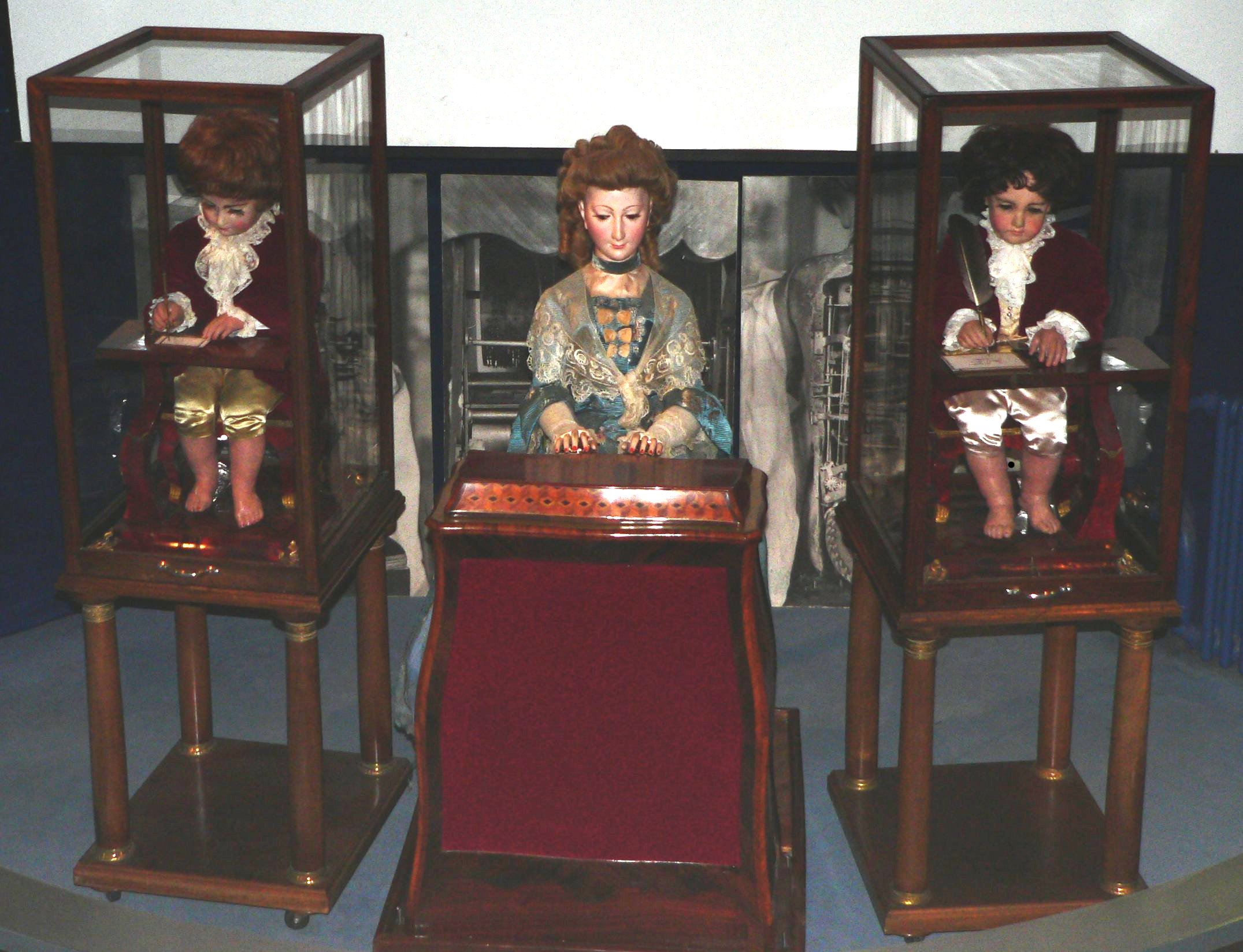
Automi di Droz

La fine del XVIII secolo e il XIX secolo vede fiorire la moda degli automi meccanici, concepiti soprattutto come sofisticati giocattoli, ma talvolta assai perfezionati.
Il primo androide funzionante conosciuto venne creato nel 1738 da Jacques de Vaucanson, che fabbricò un automa che suonava il flauto, così come un'anatra meccanica che, secondo le testimonianze, mangiava e defecava.
Alla fine del Settecento a un inventore ungherese, il barone Wolfgang Von Kempelen, fu attribuita l'ideazione di un automa in grado di giocare a scacchi, Il Turco, poi rivelatosi (nel 1857) un elaborato imbroglio. Tra il 1770 e il 1773 due inventori, Pierre e Henri-Louis Jaquet-Droz, costruirono tre sorprendenti automi: uno scrivano, un disegnatore e un musicista (ancora funzionanti, si trovano nel Musée d'Art et d'Histoire di Neuchâtel in Svizzera).
La moderna tecnologia della robotica vede attualmente la costruzione soprattutto di macchine estremamente specializzate per uso industriale, totalmente prive di aspetto umano, che risulterebbe d'intralcio e, secondo alcuni, potrebbe comportare dei problemi a livello psicologico e sindacale. La costruzione degli androidi rimane dunque, soprattutto, una curiosità per tutto il XX secolo, anche se il successo commerciale dei cani robot, specie in Giappone, ha permesso ad alcuni di supporne un ipotetico sviluppo futuro.
Gli androidi contemporanei, in virtù anche dell'intelligenza artificiale generativa e degli enormi spazi di memoria di cui sono dotati, possono eseguire numerose mansioni complesse proprie dell'essere umano, quali: pilotare un aereo, una nave o un autoveicolo.
A Salem, nell'Oregon, nel secondo decennio del XXI secolo, è prevista l'apertura della prima fabbrica di robot androidi.

## Narrativa

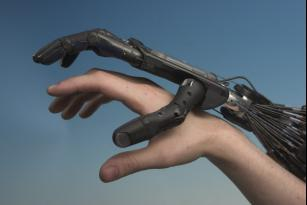
Un tema frequente nelle opere di Philip K. Dick è il confronto tra esseri umani e non umani, e in particolare con gli androidi

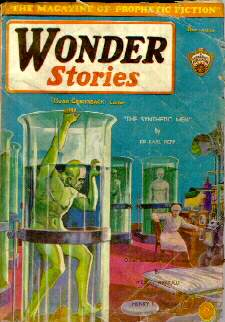
Copertina della rivista Wonder Stories (dicembre 1930) che illustra il racconto The Synthetic Men di Ed Earl Repp

Una volta che la tecnologia avanzò al punto che la gente intravedeva delle creature meccaniche come qualcosa più che dei giocattoli, la risposta letteraria al concetto di essere artificiale rifletté le paure che gli esseri umani avrebbero potuto essere rimpiazzati dalle loro stesse creazioni intelligenti.
Nella letteratura il primo classico riferito alla creazione di un essere umano artificiale è in genere considerato il romanzo Frankenstein (1818) di Mary Wollstonecraft Shelley, che spesso è anche citato come la prima opera di fantascienza. La creatura del dottor Frankenstein era assemblata con parti di cadaveri, utilizzando per infonderle la vita una strumentazione scientifica (non si tratta dunque di un automa meccanico, ma piuttosto di quello che molti anni dopo sarebbe stato definito un cyborg).
Il racconto di E.T.A. Hoffmann L'uomo della sabbia (1815) narra l'amore tra un uomo e una bambola meccanica; nel romanzo breve La storia filosofica dei secoli futuri (1860) Ippolito Nievo indicò l'invenzione dei robot (da lui chiamati «omuncoli», «uomini di seconda mano» o «esseri ausiliari») come l'invenzione più notevole della storia dell'umanità, e in Steam Man of the Prairies (1865) Edward S. Ellis espresse la fascinazione americana per l'industrializzazione. Giunse un'ondata di storie su automi umanoidi, che culminò nell'Uomo elettrico di Luis Senarens, nel 1885.
Il primo a utilizzare il termine androide in un romanzo fu però il francese Mathias Villiers de l'Isle-Adam (1838-1889) nella sua opera più celebre, Eva futura (L'Ève future, 1886), nel quale il protagonista è addirittura Thomas Edison, il quale inventa una donna artificiale quasi perfetta.
Impossibile non citare il racconto dell'italiano Carlo Collodi del 1883, Le avventure di Pinocchio, in cui un bambino di legno prende vita. La storia, pur utilizzando elementi fiabeschi piuttosto che fantascientifici, contiene i temi fondamentali dei successivi racconti sugli androidi.
Un precursore del moderno androide è da molti considerato il Golem, la temibile creatura protagonista di una vecchia leggenda del ghetto ebraico di Praga. In questo caso si tratta di una statua d'argilla che prende vita grazie alla magia cabalistica e non alla tecnologia scientifica. Una versione più moderna del Golem lo vede però costruito come una specie di androide, nella novella di U.D. Horn (Der Rabby von Prag, 1842) e nel libretto di F. Hebbel per il dramma musicale di Arthur Rubinstein Ein Steinwurf (1858): il Golem viene qui rappresentato come un uomo-macchina di legno con un meccanismo a orologeria dentro la testa. La leggenda del Golem viene infine ripresa e resa famosa dal romanzo Il Golem (Der Golem) del 1915 dello scrittore e occultista praghese Gustav Meyrink.

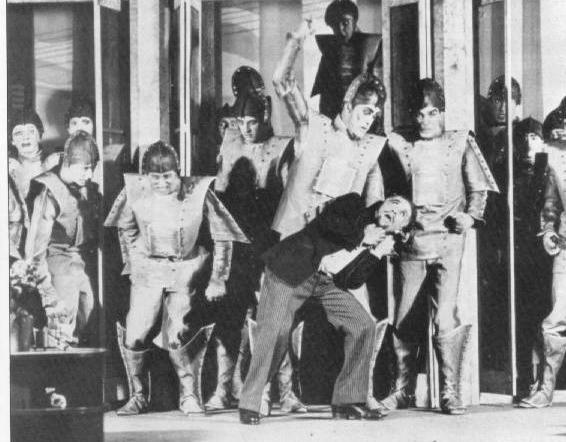
R.U.R. (Rossum's Universal Robots), dramma del 1920 di Karel Čapek

Nel dramma R.U.R. (Rossum's Universal Robots) (1920) del ceco Karel Čapek appaiono uomini artificiali completamente organici, utilizzati come forza lavoro a basso costo. L'opera è famosa per avere introdotto il termine robot, nonostante non si tratti di esseri meccanici ma di veri e propri «uomini artificiali». La procedura di costruzione degli androidi di Rossum comprende macchine per impastare e tini per il trattamento di protoplasma chimico.
Quando il dramma di Čapek introdusse il concetto di una catena di montaggio operata da robot che costruivano altri robot, il tema prese delle sfumature politiche e filosofiche, ulteriormente disseminate da film classici come Metropolis (1927), il popolare Guerre stellari (1977), Blade Runner (1982) e Terminator (1984).
Tra il 1940 e il 1941 Isaac Asimov, con la collaborazione dell'editore John W. Campbell, elabora le tre leggi della robotica, divenute un punto fermo della narrativa sui robot. Nel 1976 Asimov scrive L'uomo bicentenario, la storia di un robot che vuole diventare umano a tal punto da fare ciò che differenzia gli esseri umani dai robot: morire.
Pur avendo inserito numerosissimi robot antropomorfi nella sua sterminata produzione di racconti e romanzi (il più famoso dei quali è R. Daneel Olivaw), Asimov tuttavia non usa in genere il termine «androide», reso popolare solo negli anni cinquanta quando apparve in alcuni racconti di Jack Williamson.
Uno degli autori di fantascienza che fanno maggior uso degli androidi è stato Philip K. Dick il quale, scarsamente interessato agli aspetti strettamente tecnico-scientifici, li utilizzava soprattutto come sostituti robotici degli uomini e dunque inquietanti simboli, rispecchiamento/rovescio dell'essere umano, definendoli spesso simulacri. Dal romanzo di Dick Il cacciatore di androidi è tratto il film Blade Runner, che presenta un vivido ritratto di replicanti che aspirano a quella vita umana loro ineluttabilmente negata.
Marvin l'androide paranoico è uno dei personaggi principali della Guida galattica per gli autostoppisti, serie di fantascienza umoristica di Douglas Adams.

## Cinema, televisione e videogiochi
Il primo film con un immaginario automa nel ruolo principale fu The Master Mystery del 1920, interpretato da Harry Houdini. Il secondo fu L'uomo meccanico (1921), del comico francese André Deed, in cui per la prima volta viene messo in scena uno scontro tra un robot buono e uno cattivo.
Esempi famosi di androidi nella cinematografia e nelle serie televisive:
- Il robot femmina del film Metropolis (1927) per la regia di Fritz Lang
- Il pistolero interpretato da Yul Brynner nel Mondo dei robot (Westworld, 1973), iniziatore della rivolta dei robot contro gli umani del parco dei divertimenti Westworld.
- Il droide protocollare C-3PO (D-3BO) di Guerre stellari (1976)
- Nel film Alien di Ridley Scott del 1979, il personaggio Ash, sottoufficiale scientifico della Nostromo è in realtà un androide.
- Il replicante Roy Batty, condannato a una breve esistenza e ribelle in Blade Runner (1982) di Ridley Scott, ispirato al romanzo Il cacciatore di androidi di Philip K. Dick
- L'androide killer protagonista di Terminator (1984) e dei tre seguiti, che però è più propriamente un cyborg
- La bambina robot Vicky protagonista della sit-com Super Vicky (1985)
- Il signor Dent, personaggio di Code Name: Eternity (1999), un androide che ha la facoltà di rigenerarsi, quando viene distrutto.
- Il bambino artificiale in A.I. - Intelligenza artificiale (2001) di Steven Spielberg
- Il tenente comandante Data è un membro dell'equipaggio della nave stellare Enterprise nella serie televisiva Star Trek - The Next Generation e in alcuni film derivati dalla serie stessa.
- Gli androidi Ash, Bishop, Call e David 8 nell'universo di Alien.
- La serie televisiva svedese Real Humans (titolo in svedese: Äkta människor, 2012) descrive una realtà in cui gli androidi (denominati hubot) sono diffusi e utilizzati con varie funzioni, lavorative e domestiche. In particolare, la serie segue la storia di un gruppo di androidi che hanno acquistato una volontà libera e la capacità di autodeterminazione, e sono per questo ricercati e perseguitati dagli umani.
- Sonny interpretato da Alan Tukyk in Io, Robot film del 2004 diretto da Alex Proyas, tratto dal romanzo Io, Robot di Isaac Asimov.
- Franky, Roby, Dulce, Andrès e Luz nella serie televisiva di Io sono Franky.
- J.U.D.i Cooper nella serie televisiva K.C. Agente Segreto
- Atena nel film Tomorrowland - Il mondo di domani.
- La cameriera Caterina nella commedia Io e Caterina, film del 1980 diretto e interpretato da Alberto Sordi.
- Il videogioco pubblicato nel 2018 Detroit: Become Human gira attorno al mondo degli androidi, quanto potrebbero influenzare la vita quotidiana in un ipotetico, ma non troppo improbabile, futuro.

## Fumetti e animazione
Nei fumetti i robot e gli androidi appaiono di pari passo con i romanzi di fantascienza. Uno tra i primi e più famosi androidi ad essere protagonista è Astro Boy, personaggio del manga scritto e illustrato del giapponese Osamu Tezuka nel 1952. Nel fumetto italiano il primo è Robottino, omino d'acciaio di Yambo (Enrico Novelli) del 1936.
Passando al vasto campo dei supereroi, uno dei primi androidi è la Torcia Umana originale, un personaggio degli anni quaranta facente parte dell'universo Marvel Comics, la quale nei suoi fumetti ha sempre fatto uso massiccio di esseri cibernetici. Fin dai primissimi numeri, ad esempio, i Fantastici Quattro (1961) si trovano a combattere non solo con robot, ma anche con gli incredibili androidi del Pensatore Pazzo; praticamente tutta la loro storia è legata a doppio filo con questi esseri. Due altri importanti androidi dell'universo Marvel sono Ultron e Visione. Tra i personaggi della DC Comics, Superman nelle sue avventure ha incontrato migliaia di robot più o meno antropomorfi, servendosene egli stesso: negli anni cinquanta troviamo infatti già i primi super-robot da lui costruiti per sostituirlo come sosia. Anche Batman negli anni cinquanta-sessanta si è fatto talvolta sostituire da un sosia robot (perfino la sua spalla Robin).
Un altro androide della Marvel è Mister Macchina (il cui nome umano è Aaron Stack), che per un breve periodo fu protagonista di una propria serie.
In un fumetto italiano pubblicato su Topolino dell'aprile 1974 («Zio Paperone e il donatore straniero», testo di Jerry Siegel disegni di Luciano Gatto), anche zio Paperone si fa sostituire da un robot sospettando di correre dei rischi.

## Bibliografia

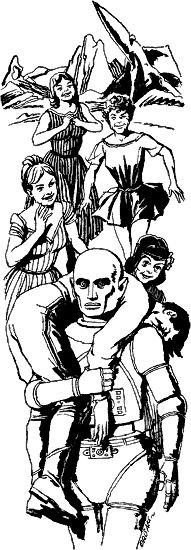
Illustrazione di Paul Orban per il racconto Service with a Smile di Charles L. Fontenay, If giugno 1958

### Narrativa
- Philip K. Dick, I simulacri (The Simulacra, 1964)
- Philip K. Dick, L'androide Abramo Lincoln (A. Lincoln, Simulacrum, 1969)
- Philip K. Dick, Il cacciatore di androidi (Do Androids Dream of Electric Sheep?, 1971)

### Saggistica
- Enrico Grassani, Automi. Passato, presente e futuro di una nuova "specie", Editoriale Delfino, Milano 2017, ISBN 978-88-97323-66-2